# Michael Landon Jr.
Michael Landon Jr. (Encino, 20 giugno 1964) è un attore, regista, sceneggiatore e produttore televisivo statunitense.

## Biografia
Nato come Michael Graham Landon, è figlio di Michael Landon e la sua seconda moglie, Marjorie Lynn Noe. Michael è il fratello di Christopher B. Landon, Leslie Landon, Shawna Leigh Landon (nata nel 1971). È fratellastro di Jennifer Rachel Landon (nata nel 1983) e Sean Matthew Landon (nato nel 1986), nati dal terzo matrimonio di suo padre e Cheryl Ann Pontrelli, nata dal primo matrimonio di sua madre, nel 1953.
Si è sposato con l'attrice Sharee Gregory, sorella maggiore di Natalie Gregory, nel dicembre 1987. Hanno tre figli: Ashley, Brittany e Austin.
Ha deciso di convertirsi al cristianesimo a 18 anni.

## Filmografia

### Attore
- La casa nella prateria (Little House on the Prairie) – serie TV, episodio 3x20 (1977)
- Bonanza: The Next Generation, regia di William F. Claxton – film TV (1988)
- Superboy – serie TV, episodio 1x08 (1988)
- Bonanza: The Return, regia di Jerry Jameson – film TV (1993)
- Back to Bonanza, regia di Michael Mahler – film TV (1993)
- Bonanza: Under Attack, regia di Mark Tinker – film TV (1995)

### Regista
- Michael Landon: Memories with Laughter and Love – documentario uscito in home video (1991)
- Michael Landon, the Father I Knew – film TV (1999)
- L'amore arriva dolcemente (Love Comes Softly) – film TV (2003)
- Un amore per sempre (Love's Enduring Promise) – film TV (2004)
- Una famiglia nel west - Un nuovo inizio (Love's Long Journey) – film TV (2004)
- Love's Abiding Joy (2006)
- The Last Sin Eater (2007)
- Saving Sarah Cain (2007)
- Un coniglio speciale (The Velveteen Rabbit) (2009)
- The Shunning – film TV (2011)
- Jamaa – cortometraggio (2011)
- The Confession – film TV (2013)
- L'ultima ricchezza (The Ultimate Life) (2013)
- When Calls the Heart – film TV (2013)
- Heaven Sent – film TV (2016)
- Quando chiama il cuore (When Calls the Heart) – serie TV, 5 episodi (2014-2017)

### Sceneggiatore
- Bonanza: The Return, regia di Jerry Jameson – film TV (1993)
- L'amore arriva dolcemente (Love Comes Softly) – film TV (2003)
- Un amore per sempre (Love's Enduring Promise) – film TV (2004)
- Una famiglia nel west - Un nuovo inizio (Love's Long Journey) – film TV (2005)
- Love's Abiding Joy (2006)
- The Last Sin Eater (2007)
- Love's Unfolding Dream, regia di Harvey Frost – film TV (2007)
- Un coniglio speciale (The Velveteen Rabbit) (2009)
- Jamaa – cortometraggio (2011)
- The Confession – film TV (2013)
- When Calls the Heart – film TV (2013)
- When Calls the Heart – serie TV, episodio 1x01 (2014)

### Produttore
- Michael Landon: Memories with Laughter and Love – documentario (1991)
- L'amore arriva dolcemente (Love Comes Softly) – film TV (2003)
- Un amore per sempre (Love's Enduring Promise) – film TV (2004)
- Una famiglia nel west - Un nuovo inizio (Love's Long Journey) – film TV (2005)
- Love's Abiding Joy (2006)
- The Last Sin Eater (2007)
- Love's Unending Legacy, regia di Mark Griffiths – film TV (2007)
- Saving Sarah Cain (2007)
- Love's Unfolding Dream, regia di Harvey Frost – film TV (2007)
- Un coniglio speciale (The Velveteen Rabbit) (2009)
- L'amore apre le ali (Love Takes Wing), regia di Lou Diamond Phillips – film TV (2009)
- L'amore trova casa (Love Finds a Home), regia di David S. Cass Sr. – film TV (2009)
- The Shunning – film TV (2011)
- Jamaa – cortometraggio (2011)
- The Confession – film TV (2013)
- When Calls the Heart – film TV (2013)
- When Calls the Heart – serie TV, 18 episodi (2014-2015)